# Vilém Kostka z Postupic
 Vilém Kostka z Postupic  (zm. 7 listopada 1436 w Vysokej nad Łabą), czeski szlachcic, polityk, mąż stanu, teoretyk i wódz wojskowy.

## Biogram
W 1421 r. w związku z kandydaturą Witolda Litewskiego na tron czeski był wysłany na Litwę.
Dwa lata później został podkomorzym Praskiego Związku Miejskiego. Po jego wygaśnięciu przychylił się do szlachty sierocej. Wkrótce pobratał się z hetmanem Prokopem Wielkim, i ten wspomógł go przy zdobyciu hetmaństwa Litomyšl oraz m.in. zarządu nad posiadłościami miejscowego biskupstwa.
W 1431 r. prowadził rozmowy z królem Zygmuntem Luksemburskim i brał udział na soborze w Bazylei.
Potem już otwarcie przeszedł do obozu Zygmunta i zgodził się wrócić do służby dworskiej. Walczył także w bitwie pod Lipanami (1434).
Kiedy miasto Hradec Králové została uznane za wrogie, był jednym z dowódców jego w trakcie jego oblężenia.
W godzinach nocnych dnia 6 listopada 1436, gdy ruszył do walk hetman Zdislav Mnich z wojskiem hradeckim, i to w kierunku obozu Viléma Kostki z Postupic i hetmana Jana Pardusa z Vratkova, blisko Vysokiej nad Łabą. W obozie wybuchł pożar i w chaosie, który nastał, zginął zaskoczony w łóżku sam Kostka, a także 26 towarzyszących mu ludzi.